# Eishockey-Weltmeisterschaft der Junioren 1976
Die Spiele der dritten inoffiziellen Eishockey-Junioren-Weltmeisterschaft im Jahre 1976 fanden im Zeitraum vom 26. Dezember 1975 bis zum 1. Januar 1976 in Finnland statt. Von der Internationalen Eishockey-Föderation wird sie nicht in ihren Statistiken geführt, da sie nicht der Veranstalter war. Kanada wurde durch die Castors de Sherbrooke repräsentiert. Weltmeister wurde wie im Vorjahr das Team der Sowjetunion.

## Spiele und Abschlusstabelle
| Pl. |                  | Sowjetunion 1955 | Kanada | Tschechoslowakei | Finnland | Schweden | Sp | S | U | N | Tore  | Punkte |
| --- | ---------------- | ---------------- | ------ | ---------------- | -------- | -------- | -- | - | - | - | ----- | ------ |
| 1.  | UdSSR            |                  | 5:2    | 3:2              | 6:4      | 5:2      | 4  | 4 | 0 | 0 | 19:10 | 8:0    |
| 2.  | Kanada           | 2:5              |        | 5:4              | 4:1      | 1:17     | 4  | 2 | 0 | 2 | 12:27 | 4:4    |
| 3.  | Tschechoslowakei | 2:3              | 4:5    |                  | 2:0      | 4:2      | 4  | 2 | 0 | 2 | 12:10 | 4:4    |
| 4.  | Finnland         | 4:6              | 1:4    | 0:2              |          | 7:2      | 4  | 1 | 0 | 3 | 12:14 | 2:6    |
| 5.  | Schweden         | 2:5              | 17:1   | 2:4              | 2:7      |          | 4  | 1 | 0 | 3 | 23:17 | 2:6    |

## Beste Scorer
Abkürzungen: Sp = Spiele, T = Tore, V = Assists, Pkt = Punkte, SM = Strafminuten; Fett: Turnierbestwert
| Spieler            | Mannschaft       | Sp | T | V | Pkt | SM |
| ------------------ | ---------------- | -- | - | - | --- | -- |
| Waleri Jewstifejew | UdSSR            | 4  | 4 | 4 | 8   |    |
| Karel Holý         | Tschechoslowakei | 4  | 5 | 2 | 7   |    |
| Waleri Bragin      | UdSSR            | 4  | 4 | 2 | 6   |    |
| Sergei Podgorzew   | UdSSR            | 4  | 2 | 4 | 6   |    |
| Matti Forss        | Finnland         | 4  | 4 | 1 | 5   | 4  |
| Björn Johansson    | Schweden         | 4  | 3 | 2 | 5   | 0  |
| Jozef Lukáč        | Tschechoslowakei | 4  | 2 | 3 | 5   |    |
| Peter Marsh        | Kanada           | 4  | 4 | 0 | 4   | 8  |
| Thomas Gradin      | Schweden         | 4  | 3 | 1 | 4   | 2  |
| Hannu Helander     | Finnland         | 4  | 3 | 1 | 4   | 2  |
| Anders Håkansson   | Schweden         | 4  | 3 | 1 | 4   | 8  |

## Medaillen und Mannschaften
| Weltmeister UdSSR       | Sergei Abramow, Sergei Babariko, Waleri Bragin, Nikolai Drosdezki, Dmitri Fedin, Wjatscheslaw Fetissow, Alexei Frolikow, Irek Gimajew, Gennadi Ikonnikow, Waleri Jewstifejew, Alexander Kabanow, Sergei Lantratow, Jewgeni Nowitschenko, Wassili Paiussow, Wassili Perwuchin, Sergei Podgorzew, Michail Schostak, Wiktor Schukow, Juri Schundrow, Anatoli Stepanow Trainer: Igor Tusik |
| Silber Kanada           | Alain Bélanger, Joe Carlevale, Ron Carter, Dan Chicoine, Mario Claude, Robert Desormeaux, Mark Green, Jere Gillis, Denis Hallé, Bernie Harbec, Ken Johnston, Floyd Lahache, Fern LeBlanc, Normand Lefebvre, Brendan Lowe, Peter Marsh, Benoît Perreault, Richard Sévigny, Bobby Simpson, Regis Vallières Trainer: Ghislain Delage                                                      |
| Bronze Tschechoslowakei | Petr Brokeš, Marián Brúsil, Jiří Heinz, Zdeněk Hňup, Karel Holý, Jiří Jána, Jaroslav Januš, Miloš Jelínek, Jindřich Kokrment, Norbert Král, Luboš Kšica, Jozef Lukáč, Tomáš Netík, Marián Repaský, Peter Šťastný, Jaroslav Stix, Pavol Švárny, Ladislav Vošta, Zdeněk Venera, František Větrovec Trainerstab: Gustav Bubník, Ladislav Horský                                           |

## Auszeichnungen
Spielertrophäen
| Auszeichnung       | Spieler            | Team  |
| ------------------ | ------------------ | ----- |
| Bester Torhüter    | Sergei Babariko    | UdSSR |
| Bester Verteidiger | Wassili Perwuchin  | UdSSR |
| Bester Stürmer     | Waleri Jewstifejew | UdSSR |

All-Star-Team
| Angriff:      | Peter Marsh – Karel Holý – Waleri Jewstifejew |
| Verteidigung: | Wassili Perwuchin – Björn Johansson           |
| Tor:          | Pavol Švárny                                  |